# Nizamettin Çalışkan
Nizamettin Çalışkan (* 20. März 1987 in Hagen) ist ein deutsch-türkischer Fußballspieler.

## Karriere

### Verein
Çalışkan stand vom 1. Juli 1999 bis zum 1. Juli 2006 bei Borussia Dortmund unter Vertrag. Bis dahin spielte er bei den Sportfreunden Geweke. Çalışkan wurde 2005 beim DaimlerChrysler Junior Cup als bester Spieler des Turniers ausgezeichnet. In der Saison 2005/06 gehörte er zum Kader der ersten Mannschaft. Am 22. April 2006, dem 31. Spieltag, debütierte Çalışkan im Heimspiel gegen 1. FC Nürnberg in der Fußball-Bundesliga, als er in der 83. Minute für seinen Landsmann Nuri Şahin eingewechselt wurde. Am letzten Spieltag stand Çalışkan erstmals im Spiel gegen den FC Bayern München in der Startelf.
Zur Saison 2006/07 wechselte der Mittelfeldspieler in die Türkei zu Manisaspor. Dort wurde er endlich zum Stammspieler. Im Sommer 2008 musste er mit Manisaspor den Gang in die Zweitklassigkeit antreten, schaffte jedoch sofort den Wiederaufstieg in die Süper Lig. Seitdem ist er ein wichtiger Bestandteil der Mannschaft und nur eine hartnäckige Verletzung in der Saison 2010/11 konnte ihn außer Gefecht setzen. In der nächsten Saison etablierte er sich jedoch wieder als Stammspieler.
Nachdem sein Verein zum Saisonende 2011/12 den Klassenerhalt verpasste, nutzte er die Tatsache aus, dass sein Vertrag mit Manisaspor auslief und wechselte innerhalb der Liga zu Orduspor. Nachdem Orduspor zum Sommer 2013 den Klassenerhalt ebenfalls verpasst hatte, verließ er diesen Verein und wechselte zum Erstligisten Gençlerbirliği Ankara. Bei diesem Verein spielte er die nachfolgenden zwei Spielzeiten lang.
Nachdem er die Saison 2015/16 vereinslos geblieben war, wurde er im Sommer 2016 vom Zweitligisten Balıkesirspor verpflichtet. Hier spielte er drei Spielzeiten lang und wechselte zur Saison 2019/20 zum Drittligisten Manisa FK.

### Nationalmannschaft
Çalışkan absolvierte einige Einsätze für die türkische U-17- und die U-19-Nationalmannschaft.